# Wang Shixuan
Wang Shixuan, conosciuto anche con la traslitterazione Wang Shi-hsuan (王士選T, Wáng ShìxuǎnP; 20 marzo 1912 – 11 novembre 1983), è stato un cestista cinese.

## Carriera
Con la Repubblica di Cina ha disputato i Giochi olimpici di Berlino 1936.